# Inha Babakova
Inha Babakova (ukrainsk: Інга Бабакова, født Inha Butkus (ukrainsk: Інга Буткус) 26. juni 1967) er en tidligere højdespringer, der repræsenterede Sovjetunionen og senere Ukraine. 
Babakova opnåede sit første store internationale resultat, da hun vandt bronze ved VM 1991 som repræsentant for Sovjetunionen. Sine senere resultater opnåede hun alle som repræsentant for Ukraine. Hun vandt igen bronze ved VM 1995, hvor hun nåede over 1,99 m. Senere samme år opnåede hun sit bedste resultat nogensinde, da hun ved et stævne i Tokyo nåede over 2,05 m.
Hun deltog for første gang ved OL i 1996 i Atlanta, hvor verdensrekordholderen, Stefka Kostadinova fra Bulgarien, var favorit. Babakova sprang 1,93 m i kvalifikationsrunden, hvilket var nok til at sende hende i finalen. Her klarede hun alle højder i første forsøg op til og med 2,01 m, en højde som blot to andre deltagere også klarede: Kostadinova og grækeren Niki Bakogianni. Disse to kom også over 2,03 m, hvilket Babakova ikke kunne matche. Da Kostadinova som den eneste også sprang 2,05 m, var medaljerne fordelt med guld til bulgareren, sølv til Bakogianni og bronze til Babakova.
Babakova vandt sølv ved VM 1997 og nåede sit bedste placeringsmæssige resultat, da hun blev verdensmester i 1999. Ved OL 2000 i Sydney blev hun nummer fem, mens hun ved VM 2001 sikrede sig sin sidste internationale medalje, da hun vandt sølv. Hun deltog sidste gang ved OL i 2004 i Athen, hvor hun blev nummer ni.
Hun har derudover også vundet to VM-sølvmedaljer (1997 og 2001) og en VM-bronzemedalje (1993) indendørs.